# Rivière des Aulnaies (vattendrag i Kanada, lat 46,80, long -73,97)
Rivière des Aulnaies är ett vattendrag i Kanada.   Det ligger i provinsen Québec, i den sydöstra delen av landet, 200 km nordost om huvudstaden Ottawa. Rivière des Aulnaies ligger vid sjön Lac Saint-Conrad.
I omgivningarna runt Rivière des Aulnaies växer i huvudsak blandskog. Runt Rivière des Aulnaies är det mycket glesbefolkat, med 5 invånare per kvadratkilometer.